# Miguel Ángel Nieto
Miguel Ángel Nieto de la Calle (ur. 12 stycznia 1986 w Madrycie) –  hiszpański piłkarz, który gra na pozycji prawego pomocnika.

## Kariera klubowa
Absolwent szkółki piłkarskiej w Realu Madryt, Nieto spędził trzy pierwsze sezony z piłką w sekcji C. Czasami trenował i był powoływany do pierwszego składu na mecze, jak z Racingiem Santander (18 listopada 2006) i Valencią CF (27 listopada 2006), był jednak niewykorzystanym rezerwowym.
Nieto debiut w pierwszym zespole zaliczył w wyjazdowym meczu z Dynamem Kijów w Lidze Mistrzów 2006-2007, który zakończył się remisem 2-2. Z kolei, pierwszy raz na boisku ligowym pokazał się w rywalizacji przeciwko Villarrealowi CF (27 stycznia 2007). Tydzień później również zagrał w meczu Królewskich, tym razem przeciwnikiem było Levante UD. Oba te mecze zakończyły się porażkami Realu po 1-0. Galaktyczni jednak zdobyli w tym sezonie koronę mistrza Hiszpanii.
Po spędzeniu jednego całego sezonu w rezerwach Realu w Segunda División B, Nieto podpisał pięcioletnią umowę z UD Almerią (1 lipca 2008). Sprowadzenie Hiszpana do Andaluzji nie wiązało się z żadnymi kosztami, bowiem Nieto w tym samym momencie skończyła się umowa. W swoim pierwszym sezonie (2008-2009) w nowym klubie nie wybiegał zbyt często na płytę boiska, zdobył aczkolwiek ważnego gola w wygranym 3-1 meczu przed własną publicznością ze Sportingiem Gijon (10 maja 2009). Zwycięstwo to dało Almerii pozostanie w Primera Division na kolejny sezon.